# كليم بيرك
كليم بيرك (بالإنجليزية: Clem Burke)‏ هو طبال وموسيقي أمريكي، ولد في 24 نوفمبر 1955 في نيويورك في الولايات المتحدة.

## وصلات خارجية
- كليم بيرك على موقع الموسوعة البريطانية (الإنجليزية)
- كليم بيرك على موقع ميوزك برينز (الإنجليزية)
- كليم بيرك على موقع ميوزك برينز (الإنجليزية)
- كليم بيرك على موقع أول ميوزيك (الإنجليزية)
- كليم بيرك على موقع ديسكوغز (الإنجليزية)